# Roednja (stad)
Roednja (Russisch: Рудня) is een stad in de Russische oblast Smolensk. Het aantal inwoners ligt rond de 9.500. Roednja is tevens het centrum van het gelijknamige bestuurlijke rayon. De stad ligt aan de rivier Malaja Berezina, (een zijrivier van de Beresina), ongeveer 68 kilometer ten westnoordwesten van Smolensk.
Bestuurlijk centrum: Smolensk 

Demidov · Desnogorsk · Dorogoboezj · Doechovsjtsjina · Gagarin · Jartsevo · Jelnja · Potsjinok · Roslavl · Roednja · Safonovo · Sytsjovka · Velizj · Vjazma